# Mehrfamilienhaus Catharinenstraße 47

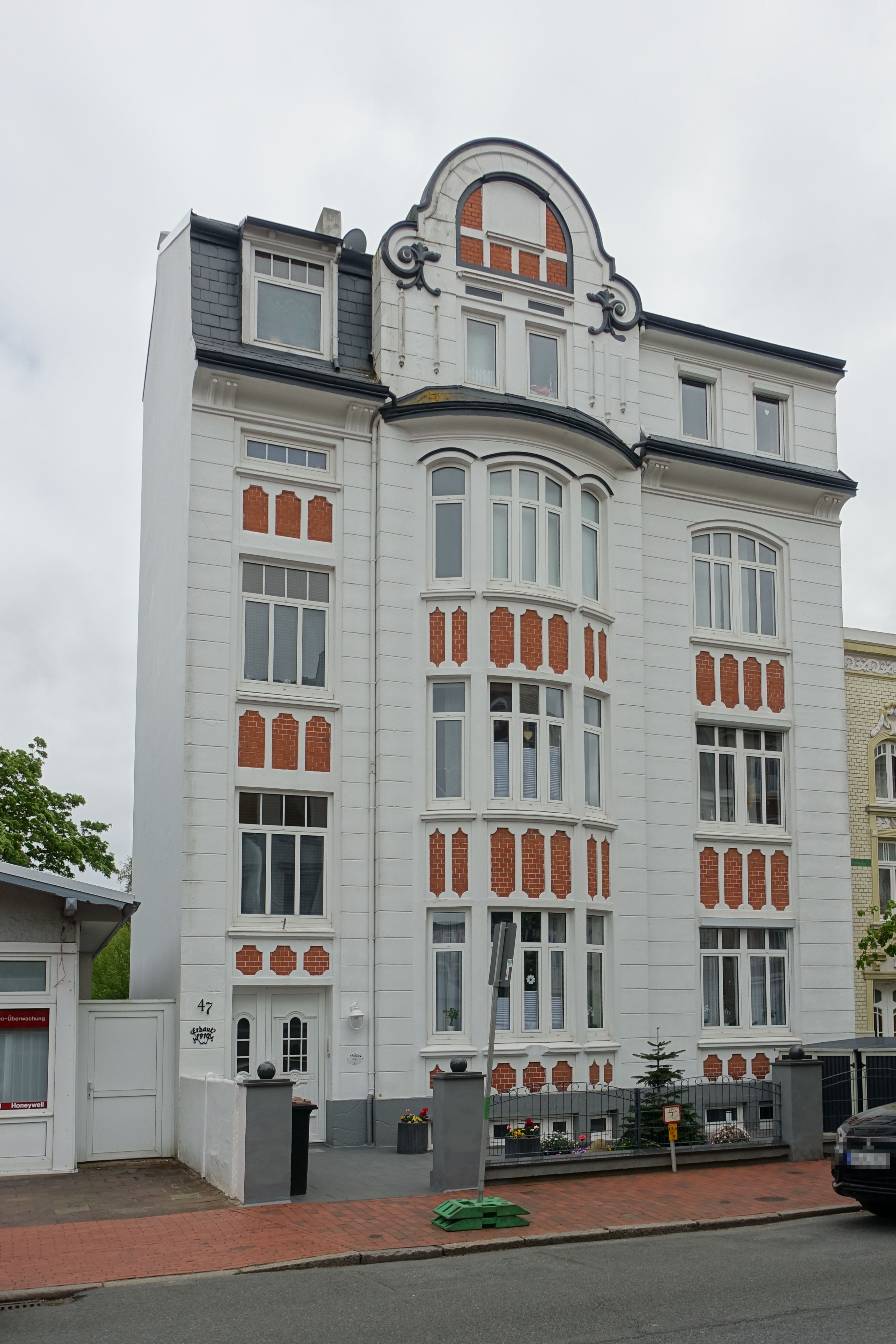
Mehrfamilienhaus Catharinenstraße 47 (2023)

Das Mehrfamilienhaus Catharinenstraße 47 in der niedersächsischen Kreisstadt Cuxhaven im Landkreis Cuxhaven stammt vom Anfang des 20. Jahrhunderts. Aktuell (2024) wird es als Wohnhaus und für Ferienwohnungen genutzt.
Das Gebäude steht unter Denkmalschutz (siehe auch Liste der Baudenkmale in Cuxhaven).

## Geschichte und Beschreibung
Um 1900 wurde westlich des Grünen Wegs in Cuxhaven ein Wohngebiet auf den Ländereien der Gärtnerei Otto Höpcke neu erschlossen. Stil-, material- und regionstypische ein- bis viergeschossige Bauten der Zeit entstanden. Die Straße entstand 1892/94, die Bürgersteige 1912. Sie wurde nach Catharina Höpcke, der Mutter des Erbauers, benannt.
Das dreigeschossige traufständige repräsentative Gebäude auf Sockel mit schiefergedecktem Mansarddach wurde um 1904/10 gebaut. Die Straßenfassade wurde durch den mehrachsigen runden Erker gestaltet und darüber ein Dachhaus mit geschweiftem barockisierenden Giebel sowie mit backsteinsichtigen Brüstungsfeldern errichtet. Ansonsten ist es mit einer Scheinquaderung verputzt. Der Eingang befindet sich in einer abgesetzten Achse im Norden der straßenseitigen Westfassade. Die übrige Fassaden sind schlicht verputzt.
Das Haus gehört zu einer Gruppe denkmalgeschützter Wohnhäuser der Catharinenstraße Nr. 2–13, Nr. 17–18, Nr. 23–25, Nr. 46–50 und Nr. 55–64.
Das Landesdenkmalamt befand u. a.: „… Die Wohnsiedlung bietet heute noch das geschlossene Bild eines von schmalen, oft noch durch die originalen Einfriedungen abgegrenzten Vorgärten geprägten Straßenzugs mit offener Wohnbebauung.“